# Keshav Dutt
Keshav Chandra Dutt (auch Keshav Datt; * 29. Dezember 1925; † 7. Juli 2021 in Kalkutta) war ein indischer Hockeyspieler und zweifacher Olympiasieger.
Datt spielte Feldhockey an der Government College University in Lahore. Nach mehreren Stationen wurde er in den Kader der indischen Nationalmannschaft berufen. Sowohl bei den Olympischen Spielen 1948 in London und 1952 in Helsinki wurde er mit Indien Olympiasieger. Als defensiver Mittelfeldspieler trug er dazu bei, dass die indische Mannschaft kaum Gegentore hinnehmen musste. Auch für die Spiele 1956 in Melbourne wurde Datt nominiert, kam dort jedoch nicht zum Einsatz.
Bei den Olympischen Spielen 1972 war Datt Manager der indischen Hockeymannschaft.